# Sydtrupial

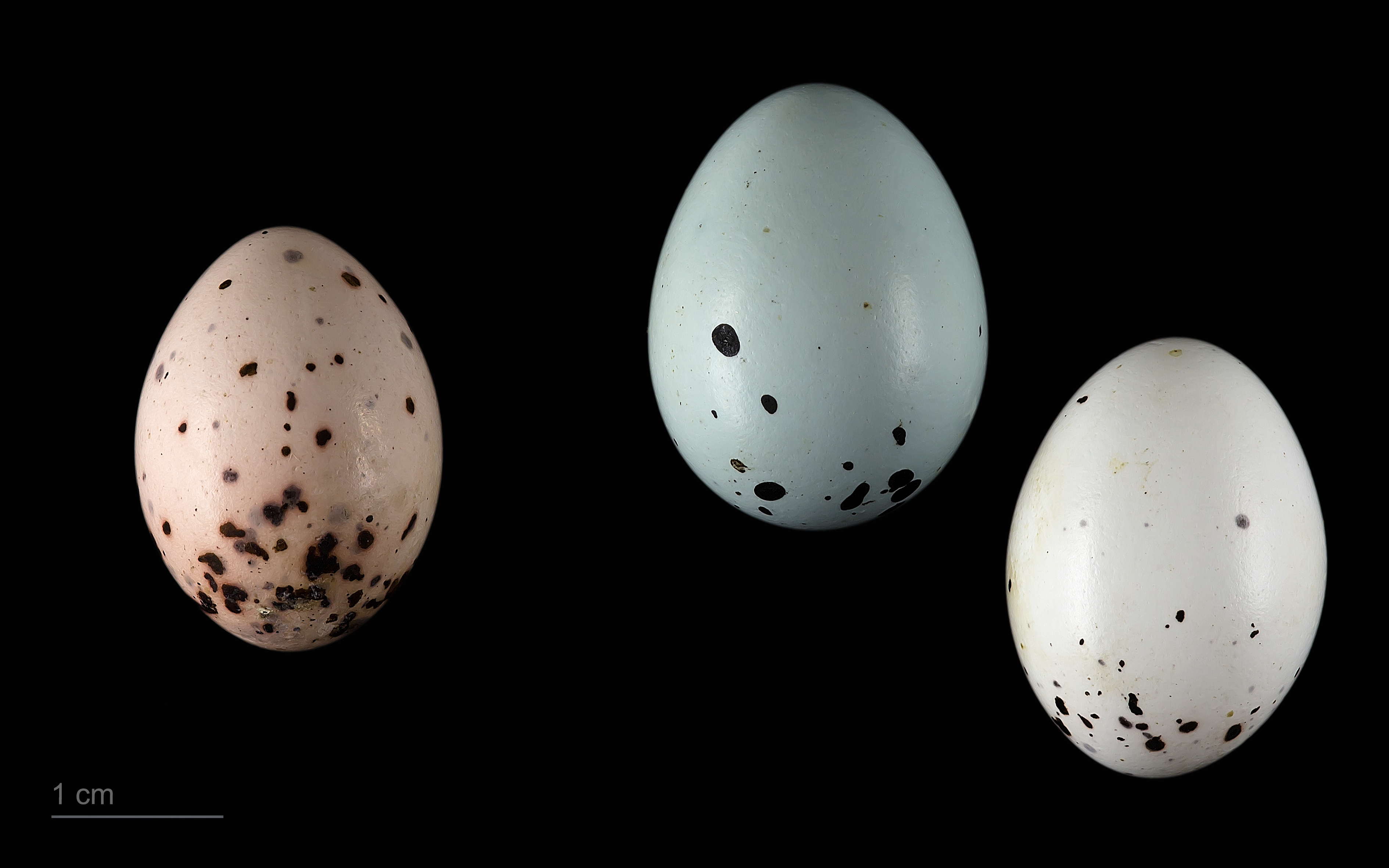
Molothrus bonariensis + Curaeus curaeus

Sydtrupial (Curaeus curaeus) är en fågel i familjen trupialer inom ordningen tättingar.

## Utseende och läte
Sydtrupialen är en glansigt helsvart fågel med rätt lång och spetsig näbb. Kostarar är mindre med kortare näbbar. Lätena är varierade, ibland högljudda, och drar till sig uppmärksamhet.

## Utbredning och systematik
Sydtrupial delas in i tre underarter med följande utbredning:
- Curaeus curaeus curaeus – södra Argentina och södra Chile Magellansundet
- C. c. recurvirostris - förekommer i södra Chile (Magellanes)
- C. c. reynoldsi - förekommer i Tierra del Fuego, Navarino och Hosteöarna

## Levnadssätt
Sydtrupialen hittas i en rad olika öppna miljöer, från stadsparker och jordbruksbygd med häckar och buskar till mattorral och öppen skog. Den födosöker på marken, vid blommor och i träd efter frukt, ofta i småflockar.

## Status
Arten har ett stort utbredningsområde och beståndet anses stabilt. Internationella naturvårdsunionen IUCN listar den därför som livskraftig (LC).